# سيليكوكسيب
سيليكوكسيب (بالإنجليزية: Celecoxib)‏ هو دواء من مضادات الالتهاب اللاستيرويدية من عائلة مثبطات سيكلوأكسجيناز-2.
يستعمل عادة في علاج الأعراض الروماتيزمية (فصال والتهابات المفاصل الروماتيزمية).
صنع من قبل الشركة الدولية فايزر.

## الأسماء التجارية
- سيليبركس - Celebrex
- سيليكوكسيب - Celecoxib

## الاستخدامات الطبية
يستخدم في علاج التهاب المفاصل والروماتويد وآلام الطمث (الدورة الشهرية)
يستخدم سيليكوكسيب لعلاج التهاب المفاصل العظمي، التهاب المفاصل الروماتويدي، الألم الحاد، آلام الطمث، التهاب الفَقارِ المُقَسِّط ولتقليل عدد السلائل القولونية والسلائل في المستقيم للأشخاص المصابين بداء السلائل (زوائد) الورمية الغدية الوراثي. ويمكن أن يستخدم للأطفال المصابين بالتهاب المفاصل الروماتيدي اليفعي الذين يزيد عمرهم عن سنتين ووزنهم عن 10 كيلوغرام (22 باوند).
يستخدم للآلام بعد العمليات الجراحية بصورة قد تكون مكافئة أو أقل كفاءة أو أعلى كفاءة للإبوبروفين. يكون مشابها في تخفيف الألم لل باراسيتامول (أسيتامينوفين). ويمثل أسيتامينوفين الخط العلاجي الأولي في التهاب المفاصل العظمي.
خصص بشكل أولي لتخفيف الألم مع تقليل الأعراض الجانبية المعدية المعوية التي ترافق العلاج بمضادات الالتهاب اللاستيرويدية. عمليا يكون استخدامه موجها للأشخاص الذين يحتاجون إلى تخفيف الألم بصورة منتظمة طويلة المدى. غالباً لا توجد مميزات (فوائد) لاستخدام سيليكوكسيب بصورة قصيرة المدى أو لتخفيف الألم الحاد على استخدام مضادات الالتهاب اللاستيرويدية الاعتيادية، باستثناء الحالات التي تتسبب فيها مضادات الالتهاب اللاستيرويدية اللا انتقائية أو ال أسبيرين تفاعلات جلدية (الشرى).

### الأمراض النفسية
تشير دلالات مبدئية إلى استخدامه في علاج عدد من الاضطرابات النفسية، ما يشمل: الاكتئاب، الاضطراب ذي اتجاهين والفصام.
داء السلائل الورمية الغدية الوراثي
تم استخدامه لتقليل السلائل (الزوائد) في القولون والمستقيم في الأشخاص المصابين بداء السلائل الورمية الغدية الوراثي، ولكن لم يعرف عنه تقليل تفاقم أو تطور مرض السرطان  ولذلك لا يعد خيارا جيدا لهذا الهدف.

## الأعراض الجانبية
لأنه يؤثر فقط على إنزيم كوكس 2 فإن آثاره الجانبية على الجهاز الهضمي أقل من مضادات الالتهاب اللاستيرويدية الأخرى كالكيتوبروفن والديكلوفين

### القلبية الوعائية
ترتبط مضادات الالتهاب اللاستيرويدية بزيادة خطر وقوع الأعراض الجانبية القلبية الوعائية الخثارية والتي قد تؤدي إلى الوفاة وتشمل احتشاء عضل القلب والسكتة. يمكن للخطر أن يزيد حدة بزيادة مدة الاستخدام أو بوجود أمراض أو عوامل اختطار قلبية وعائية سابقة. يجدر القيام بتقييم الوضع الفردي للمريض فيما يخص عوامل الاختطار القلبية الوعائية قبل وصف العلاج. قد يحدث العلاج ارتفاعاً في ضغط الدم أو تفاقم في فرط ضغط الدم (مضادات الالتهاب اللاستيرويدية قد تعطل التجاوب مع مدرات البول الثيازايدية أو مدرات البول العروية)، وقد تساهم في وقوع الطوارئ القلبية الوعائية؛ قم بفحص ضغط الدم واستخدم الدواء مع توخي الحذر لمرضى فرط ضغط الدم. يوصى استخدامه مع توخي الحذرلمرضى الودمة أو فشل القلب لأنه قد يؤدي إلى احتباس الصوديوم والسوائل. إن أثر الاستخدام طويل المدى على الاختطار القلبي الوعائي لدى الأطفال لم يقيم بعد. يوصى باستخدام أقل جرعة فعالة لأقصر وقت، بالتناسب مع الأهداف العلاجية لكل مريض، لا بد من استخدام بدائل علاجية تختار للمرضى ذوي الاختطار العالي للتقليل من اختطار الأمراض القلبية الوعائية.

### المعدية المعوية
قد تزيد مضادات الالتهاب اللاستيرويدية من احتمال التقرحات والنزيف والتثقبات (قد تؤدي للوفاة) المعدية المعوية. هذه الأحداث قد تقع في أي وقت خلال العلاج دون سابق إنذار. استخدم مع توخي الحذر لأصحاب التاريخ المرضي في الجهاز المعدي المعوي (نزيف أو تقرحات)، العلاج المتزامن مع الأسبيرين، مضادات التجلط و/أو الكورتيكوستيرويدات، التدخين، الكحول، عند كبار السن أو المرضى الضعاف. استخدم الجرعة الفعالة الأقل لأقصر وقت، بالتناسب مع الأهداف العلاجية لكل مريض، يجب استخدام بدائل علاجية تختار للمرضى ذوي الاختطار العالي للتقليل من اختطار الأعراض الجانبية المعدية المعوية.
يتفاقم الوضع سوءاً عندما تستخدم بالتزامن مع جرعة ≥325 مليغرام من الأسبيرين بما يخص اختطار التعقيدات المعدية المعوية (مثل: التقرحات)؛ ينصح بالعلاج المتزامن مع العلاجات الحامية للمعدة (مثل: مثبطات مضخة البروتونات).

### عوارض دموية
قد يؤدي إلى فقر الدم؛ قم بقياس الهيموجلوبين أو الهيماتوكريت للمرضى الذين استمروا على العلاج طويل المدى. لا يؤثر سيليكوكسيب عادة على اختبار زمن البروثرومبين (لتحديد استعداد الدم للتخثر)، اختبار زمن الثرومبوبلاستين الجزئي (لتحديد خصائص تخثر الدم) أو عد الصفائح؛ إذ لا يثبطت تكدس تجمع الصفائح عند تناول الجرعات المسموحة.
يجب توخي الحذر المسبق للمرضى الذين لديهم تاريخ مرضي للقرحة أو النزيف المعدي المعوي. قد يحدث استخدام مضادات الالتهابات اللاستيرويدية آثار ضارة معتدلة أو وخيمة من قصور الكبد أو التسمم المعدي المعوي مع أو بدون وجود أعراض تحذيرية.

### فرط التحسس
يحتوي سيليكوكسيب على سالفوناميد وقد يسبب تفاعلات لدى المرضى الذين يعانون من فرط التحسس للأدوية المحتوية على السالفوناميد. يضاف إلى ذلك منع الاستخدام للناس الذين يعانون من فرط تحسس وخيم لمضادات الالتهاب اللاستيرويدية الأخرى. من ناحية أخرى فإن له احتمالية ضئيلة (4% مقررة) لتطوير تفاعلات جلدية لدى الأشخاص الذين لديهم تاريخ لتفاعلات مماثلة تجاه الأسبيرين أومضادات الالتهاب اللاستيرويدية اللا انتقائية. قد تؤدي مضادات الالتهاب اللاستيرويدية إلى آثار جلدية ضارة تشمل التهاب الجلد التقشري، متلازمة ستيفينز-جونسون وتقشر الأنسجة المُتَمَوِّتَةِ البَشْرَوِيَّةِ التسممي. قد تحدث الآثار دون سابق إنذار أوعند المرضى الذين لم يتعرضوا سابقا لفرط تحسس تجاه السلفا. يجب إيقاف الاستخدام عند ظهور أول علامات للطفح (أو أي علامات أخرى لفرط التحسس).

### النوبة القلبية والسكتة
يزيد الكوكسيب (الذي ينتج السيليكوكسيب) اختطار المشاكل القلبية الوعائية الكبرى بنسبة تقارب ال 37%. أما نابروكسين فلا يزيد خطر المشاكل الوائية القلبية الكبرى بصورة مؤثرة.
روفيكوكسيب (Vioxx) وهو مثبط كوكس -2 تم سحبه من الأسواق في عام 2004 بسبب الخطر الذي يسببه. ككل مضادات الالتهاب اللاستيرويدية المتواجدة في السوق الأمريكية، تحوم حول سيليكوكسيب تحذيرات من إدارة الغذاء والدواء حول الاختطار القلبي الوعائي والمعدي المعوي. في فبراير 2007 حذرت جمعية القلب الأمريكية بخصوص «المرضى الذين لديهم تاريخ طبي سابق من الأمراض القلبية الوعائية، تستخدم مثبطات كوكس-2 لأغراض تسكين الألم محدودا للمرضى الذين لا بديل مناسب لهم فعندها يستخدم فقط بالجرعات الأقل وفي أقصر وقت لازم للعلاج.»
تختلف الآثار القلبية الوعائية لمثبطات الكوكس-2 اعتمادا على الدواء نفسه. عند مقارنة مثبطات كوكس-2 الانتقائية الأخرى، مثل روفيكوكسيب بسيليكوكسيب فإنها تزيد بصورة واضحة في احتمالية التسبب باحتشاء القلب. في أبريل 2005، وبعد تدقيق فاحص للبيانات، توصلت إدارة الغذاء والدواء إلى احتمالية «وجود آثار ضارة مرتبطة» بالصنف الدوائي«لزيادة الاختطار القلبي الوعائي لكافة مضادات الالتهاب اللاستيرويدية». في عام 2006 أجري تحليل تلوي لدراسات عشوائية ووجد أن هنالك آثار دماغية وعائية مرتبطة بمثبطات الكوكس-2، ولكن لا وجود لآثار خطيرة كبيرة عند مقارنتها بمضادات الالتهاب اللاستيرويدية اللا انتقائية أو الغفل.

## موانع الاستخدام
رغم أعراضه الجانبية القليلة على المعدة والجهاز الهضمي بالمقارنة مع مضادات الالتهاب اللاستيرويدية الأخرى إلا أنه يجب أن يستعمل بحذر في حالات القرحة المعدية أو النزيف بالجهاز الهضمي كما أنه يستعمل بحذر في حالات القصور الكبدي.
بالنسبة للحمل فإن السيليكوكسيب يصنف ضمن المجموعة (ج) ويمنع استخدامه في الشهور الثلاث الأخيرة من الحمل

## الجرعات والأشكال الدوائية المتوفرة
كبسولات عيار 100مغ و200مغ
حالات الالتهاب العظمي المفصلي كبسولة 100مغ كل 12ساعة
حالات التهاب المفاصل الرثواني كبسولة 200مغ كل12ساعة

## جرعة الأطفال
لا ينصح باستخدامه في الأطفال أو البالغين أقل من 18 سنة.

## آلية العمل

### مضاد الالتهاب
سيليكوكسيب هو مثبط قابل للانعكاس وعالي الانتقائية لأيزوفورم كوكس-2 سيكلوكسيجينيز، يثبط سيليكوكسيب تحول حمض الأراكيدونك إلى مصادر البروستاجلاندين ولذلك فإن له استخدامات كخافض للحرارة ومسكن ومضاد للالتهاب.
تقوم مضادات الالتهاب اللاستيرويدية اللا انتقائية (مثل الأسبيرين والنابروكسين والإبوبروفين) بتثبيط كلا كوكس-1 وكوكس -2. إن تثبيط كوكس-1 (و الذي لا يمكن الوصول إليه باستخدام سيليكوكسيب في تراكيزه العلاجية) يعمل على تثبيط إنتاج البروستاجلاندين وتثبيط إنتاج ثرومبوكسين A2 والذي يعمل كمفعل للصفائح الدموية. يعرف كوكس-1 تقليديا بأنه إنزيم خادم ينتج باستمرار ويلعب دورا في إنتاج الخلايا المخاطية المعدية المعوية والديناميكية الدموية الكلوية وتكون الخثرات من الصفائح الدموية. بالمقابل يتواجد كوكس-2 بصورة كبيرة لدى الخلايا المشاركة في الالتهاب ويزيد تعبيره جينيا بوجود عديد الساريد الشحمي البكتيري، السيتوكينات، عوامل النمو ومحفزات الأورام. يكون سيليكوكسيب أكثر قوة في التثبيط بمقدار 10-20 مرة لكوكس-2 مقارنة بتثبيطه لكوكس-1. يرتبط الجزء القطبي من السلسة السلفوناميدية لسيليكوكسيب بمنطقة (المحبة للارتباط للماء) القريبة من المقر الرابط الفعال لكوكس-2. نظريا تسمح هذه الانتقائية لسيليكوكسيب ومثبطات كوكس-2 الأخرى بتقليل الالتهاب والألم مع التقليل من التفاعلات الجانبية المعدية المعوية (مثل تقرحات المعدة) والتي تعد شائعة مع استخدام مضادات الالتهاب اللاستيرويدية اللا انتقائية.

### مضاد السرطان
بسبب استخدامه لتقليل السلائل (الزوائد) القولونية، يؤثر سيليكوكسيب على الجينات والمسارات المرتبطة بتطور الالتهاب والتحول السرطاني للأورام الحميدة وليس النسيج الطبيعي.
يرتبط سيليكوكسيب بكادهرين-11 وذلك قد يفسر تقليله لتقدم السرطان.

### العلاقة بين التركيب الكيميائي والنشاط
وجدت مجموعة البحث سيرل أن التثبيط الملائم لكوكس-2 يستلزم استقرار الحلقتين الأروماتيكيتين في مواقع متجاورة حول الحلقة المركزية. يمكن القيام بتعديلات مختلفة على 2,1-داي أريل بايرازول لاستنباط العلاقة بين التركيب والنشاط للسيليكوكسيب. أظهر وجود بارا-سلفامويل فينل في الموقع 1 للبايرازول فعالية أكبر في التثبيط الانتقائي لكوكس-2 مقارنة بوجود بارا-ميثوكسي فينل (انظر التركيبان 1 و 2 في الأسفل).
بالإضافة لهذا فإن وجود 4-(مثيل سالفونيل) فينل أو 4-سلفامويل فينل معروف بأهميته الإلزامية لتثبيط كوكس-2. وعلى سبيل المثال فإن تبديل أي من هذه الوحدات إلى 2SO3NHCH - يقلل من النشاط التثبيطي لكوكس-2 كما لوحظ على تركيز تثبيطي عال جدا -50. يوفر وجود ثنائي أو ثلاثي فلورو ميثل على الموقع 3 للبرازول زيادة في الانتقائية والفاعلية مقارنة بوجود مجموعة فلورو مثيل أو مثيل.
سيليكوكسيب هو المركب 22(22في الجدول أدناه)؛ وجود ال 4-سلفامويل فينل على ال 1-برازول ضروري لتثبيط الكوكس-2 ووجود مجموعة 4-ميثل على 5-برازول التي لديها (إعاقة منخفضة في الفراغ المحيط بها عند تجاورها مع غيرها)مما يضاعف الفعالية، بينما توفر مجموعة 3-ثلاثي فلورو مثيل انتقائية وفعالية عالية. لتفسير انتقائية السيليكوكسيب فإنه من الضروري تحليل الفرق في الطاقة الحرة للارتباط بين جزيئات الدواء مع كلا إنزيمي كوكس-1 وكوكس-2. إن التعديلات التركيبية تؤكد على أهمية ربط الطرف 523 بجيب الربط الجانبي لإنزيم السيكلوأوكسيجنيز والذي قد يكون أيزولوسين في كوكس-1 أو فالين في كوكس-2. ويبدو أن لهذه الطفرة دور في أفضلية كوكس-2 من خلال خلق إعاقة في الفراغ المحيط بين الاوكسيجين في السالفوناميد ومجموعة الميثل في ال (lle523)مما يحطم بفعالية ثبات المعقد سيليكوكسيب-كوكس-1. لهذا فإنه من المنطقي توقع كون مثبطات كوكس-2 الانتقائية أكثر تشعبا من مضادات الالتهاب اللاستيرويدية اللا انتقائية.

## التاريخ
ظهر خصيمين حول اكتشاف السيليكوكسيب. اكتشف دانيال سايمونز من جامعة بريغهام يونغ إنزيم كوكس-2 في عام 1988. وفي عام 1991 دخلت الجامعة في شراكة مع مونسانتو لتطوير أدوية لتثبيط الإنزيم. بعد ذلك بيعت مونسانتو لصالح شركة الصناعات الدوائية فايزر. في 2006 قامت جامعة بريغهام يونغ بمقاضاة فايزر لخرق في العقد مدعية بأن فايزر لم تدفع لها الحصة من الارباح حسب العقد. تم التوصل إلى تسوية في أبريل 2012 وافقت من خلالها فايزر على دفع 450 مليون دولار أمريكي. من الاكتشافات الأخرى المهمة حول كوكس-2 هي تلك التي قامت بها جامعة روتشيستر والتي سجلت براءة الاختراع باسمها. بعدما تم تسجيل براءة الاختراع قامت الجامعة بمقاضاة سيرل (لاحقا فايزر) بالقضية المعنونة "University of Rochester v. G.D. Searle & Co., 358 F.3d 916 (Fed. Cir. 2004)". حكمت المحكمة لصالح سيرل في 2004، باعتبار ان الجامعة قدمت طريقة بدون وصف كتابي لمركب يستطيع تثبيط كوكس-2 وبذلك فإن براءة الاختراع غير معتبرة.
بعد سحب روفيكوكسيب من الأسواق في عام 2004 زادت مبيعات سيليبريكس بصورة كبيرة. مع ذلك فإن نتائج ال APC التجريبية في ديسمبر من السنة ذاتها حذرت من أن سيليبريكس قد يؤدي إلى أخطار مشابهة لتلك الناجمة عن روفيكوكسيب وأصدرت فايزر تعليقا لإعلانات المستهلك بعد ذلك بقليل. بعد انخفاض معتبر في مبيعات سيليبريكس فإنها عادت للتعافي ووصلت إلى 2 بليون دولار أميريكي في 2006. أعادت فايزر الإعلان عن سيليبريكس في المجلات في عام 2006، وأعادة الإعلانات التلفزيونية في أبريل 2007 بصورة غير تقليدية؛ إعلان من دقيقتان ونصف ناقش الآثار الجانبية لسيليبريكس مقارنة بمضادات الاتهاب الأخرى. تلقى الإعلان الانتقادات من جمعية حماية المستهلك والتي اعتبرت المقارنات في الإعلان مضللة. ردت فايزر على الجمعية بأنها كانت تبين بصدق المخاطر والفوائد لسيليبريكس كما نصت عليها إدارة الغذاء والدواء.
في أواخر 2007 أصدرت فايزر إعلانا آخر لسيليبريكس على التلفزيون الأمريكي والذي ناقش الآثار الجانبية للدواء مقارنة بتلك لمضادات الالتهاب الأخرى.

## المجتمع والثقافة

### دراسات الفعالية الملفقة
في 11 مارس 2009 قام سكوت روبين، رئيس قسم الآلام الحادة في مركز بايستيت الطبي وسبرينغفيلد وماساتشسوتس بالتصريح بأن البيانات ل 22 من الدراسات المجراة حول فعالية الدواء (بالإضافة إلى أدوية أخرى مثل Vioxx) كانت ملفقة وأن الآثار المسكنة للدواء مبالغ في وصفها. وقد كان روبين يعمل ناطق باسم فايزر في السابق. لم يتم التقدم بأي من الدراسات المذكورة لإدارة الغذاء والدواء الأمريكية أو لمنظمات التنسيق التابعة للاتحاد الأوروبي قبل الموافقة على الدواء. قامت فايزر بإصدار توضيح عام «إنه لمن المخيب للأمل معرفة أفعال الدكتور روبين المزعومة. عندما قررنا دعم أبحاث الدكتور روبين كان يعمل في مركز طبي أكاديمي محترم وظهر أنه محقق حسن السمعة».

### التوافر
تقوم فايزر بتسويق سيليكوكسيب تحت الاسم التجاري سيليبريكس ويتوافر على شكل كبسولات فموية تحتوي 50، 100، 200، 400 مليغرام من السيليكوكسيب.
يتوافر بصلاحيات قانونية مختلفة كدواء جنيس تحت أسماء تجارية مختلفة، في الولايات المتحدة تمت تغطية سيليكوكسيب بثلاث براءات اختراع، اثنان منهما انتهت صلاحيتها في 30 مايو 2014 وواحدة (US RE44048 ) يقرر أن تنتهي في 2 ديسمبر 2015 . في 13 مارس 2014 وجد أن براءة الاختراع تلك لم تكن صالحة لمضاعفة البراءة. عند انتهاء صلاحية براءة الاختراع في 30مايو 2014 سمحت إدارة الغذاء والدواء بصدور أول أدوية جنيسة لسيليكوكسيب.

## البحث

### منع السرطان
خضع دور السيليكوكسيب في خفض سرعة تطور سرطانات معينة للدراسات العديدة ولكن حتى الآن لا توجد توصيات طبية باستخدام هذا الدواء للتقليل من السرطانات.
تم التحقيق في امكانية استخدام السيليكوكسيب لتقليل احتمالية السرطان القولوني المستقيمي ولكن لم يوجد السيليكوكسيب أو أي دواء آخر لأجل هذا الاستخدام. أظهرت التجارب السريرية على النطاق الضيق في المرضى ذوي الإخطار العالي جدا (الذين ينتمون إلى عائلات FAP) أن للسيليكوكسيب القدرة على منع نمو السلائل.و لذلك تم إجراء تجارب سريرية عشوائية على نطاق واسع. أظهرت النتائج التقليل المتكرر للسلائل بنسبة 33 إلى 45% لدى المرضى المعالجين باستخدام سيليكوكسيب في كل يوم. من ناحية أخرى زادت تكرارية الحوادث قلبية وعائية بصورة معتبرة لدى المجموعات المعالجة باستخدام سيليكوكسيب. أظهر أسبيرين حماية مشابهة (أو أكثر قوة) كما أظهر تأثيرات لحماية للقلب ويعد أقل سعرا بكثير من سيليكوكسيب، ولكن لم يتم إجراء تجارب سريرية مقارنة بين الدوائين حتى الآن.

### معالجة السرطان
وتختلف عن منع السرطان؛ معالجة السرطان تعني بعلاج الأورام التي تشكلت بالفعل وثبتت نفسها في داخل الجسم. يتم إجراء العديد من الأبحاث صلاحية السيليكوكسيب في مداواة هذه الحالة. ولكن بدأ واضحاً خلال الدراسات الجزيئية في المختبر أن سيليكوكسيب يمكن أن يتفاعل مع مكونات أخرى داخل الخلية بالإضافة إلى مستهدفه الأشهر الكوكس-2. إن اكتشاف هذه المستهدفات الإضافية خلق جدلا واسعا وأصبح الافتراض الأولي بأن السيليكوكسيب يقلل من نمو الورم عن طريق تثبيط كوكس-2 مثيرا للخلاف.
إن تثبيط الكوكس-2 بالتأكيد هو في غاية الأهمية لتحقيق الوظيفة المضادة للالتهاب والمسكنة للسيليكوكسيب ولكنه ليس من الواضح فيما إذا كان كوكس-2 يلعب دوراً سياديا في التأثير المضاد للسرطان. على سبيل المثال أظهرت دراسة حديثة على خلايا ورمية خبيثة أن لسيليكوكسيب القدرة على تثبيط نمو هذه الخلايا مخبريا، لكن كوكس-2 لم يلعب دورا في هذه النتيجة وعلى نحو مذهل أظهر السيليكوكسيب تأثيرات مضادة للسرطان حتى باستخدام خلايا لا تحتوي إنزيم الكوكس-2.
أظهرت الدراسات باستخدام السيليكوكسيب المعدل كيميائيا دعما إضافيا للفكرة القائلة بأن مستهدفات أخرى بجانب الكوكس-2 تشكل أهمية للتأثير المضاد للسرطان للسيليكوكسيب. تم تكوين العديد من مضاهيات السيليكوكسيب عن طريق تعديلات بسيطة في التركيب الكيميائي. حافظ بعض هذه المضاهيات على النشاط التثبيطي لكوكس-2 بينما العديد منها لم يفعل. ولكن عندما تم التحقيق في قدرة هذه المركبات على قتل الخلايا الورمية في المزرعة الخلوية لم تعتمد أبدا فعالية مضاد التورم على قدرته على تثبيط الكوكس-2. لم يكن مطلوبا إظهار القدرة على تثبيط الكوكس-2 لوجود التأثير المضاد للسرطان. واحد من هذه المركبات (5,2- ثنائي المثيل سيليكوكسيب) والذي يخلو كليا من القدرة على تثبيط كوكس-2 أظهر نشاطا أقوى كمضاد للسرطان مقارنة بالسيليكوكسيب.